# District de Zehlendorf
Le district de Zehlendorf est l'une des anciennes subdivision administratives de Berlin créée lors de la constitution du « Grand Berlin » en 1920.

Après la Seconde Guerre mondiale, elle fera partie du secteur d'occupation américain de Berlin-Ouest.
Lors de la réforme de 2001, le district fut intégré à l'arrondissement de Steglitz-Zehlendorf et correspond aux actuelles quartiers de :
- 0604 Zehlendorf
- 0605 Dahlem
- 0606 Nikolassee
- 0607 Wannsee